# Fascia maseterina
La fascia maseterina (Fascia masseterica) es una gruesa capa de fascia, proveniente desde la fascia cervical profunda. Esta cubre el músculo masetero, estando conectado ambos muy íntimamente. 
Por encima, esta fascia se une al borde inferior del arco cigomático, y por detrás, se invierte para cubrir la porción anterior de la glándula parótida.